# Діттельсгайм-Геслох
Діттельсгайм-Геслох (нім. Dittelsheim-Heßloch) — громада в Німеччині, розташована в землі Рейнланд-Пфальц. Входить до складу району Альцай-Вормс. Складова частина об'єднання громад Воннегау.
Площа — 13,84 км2. Населення становить 2146 ос. (станом на 31 грудня 2020).